# Serie A 1977-1978 (rugby a 15)
La serie A 1977-78 fu il 48º campionato nazionale italiano di rugby a 15 di prima divisione.
Si tenne dal 18 settembre 1977 al 21 maggio 1978 tra 14 squadre a girone unico, fu vinto dal Metalcrom Treviso, alla sua ultima stagione con tale nome; nell'estate di quell'anno, infatti, il gruppo Benetton acquistò la società e le diede il suo marchio, che mantiene tuttora.
Per la squadra trevigiana fu il secondo titolo nazionale, a distanza di 22 anni da quello conquistato nel 1955-56: si trattò, all'epoca, del lasso di tempo più ampio tra due scudetti successivi da parte di uno stesso club.
Fu, anche, l'ultima stagione in serie A delle Fiamme Oro: la squadra della Polizia, di stanza all'epoca a Padova, retrocesse e si ritirò dalle competizioni, non facendo ritorno che nel 1985 in serie C.
L'altra squadra retrocessa fu il Piacenza, che aveva appena debuttato in massima divisione.

## Squadre partecipanti e sponsor
- Amatori Catania
- L’Aquila
- Brescia
- Reggio Calabria
- Casale
- Fiamme Oro
- S.S. Lazio

- Parma
- Petrarca
- Piacenza
- Rugby Roma (Algida)
- Rovigo (Sanson)
- Torino (Ambrosetti)
- Treviso (Metalcrom)

## Risultati
|       | 1ª/14ª giornata                   |       |
| ----- | --------------------------------- | ----- |
| 4-21  | Parma - Rovigo                    | 8-37  |
| 0-9   | Torino - L'Aquila                 | 6-13  |
| 6-0   | Lazio - Brescia                   | 6-27  |
| 9-15  | Treviso - Rugby Roma              | 22-16 |
| 26-15 | Petrarca - Casale                 | 13-10 |
| 0-6   | Piacenza - Fiamme Oro             | 7-19  |
| 9-19  | Reggio Calabria - Amatori Catania | 3-7   |
|       |                                   |       |

|       | 4ª/17ª giornata              |       |
| ----- | ---------------------------- | ----- |
| 3-19  | Amatori Catania - Rugby Roma | 0-37  |
| 12-27 | Torino - Treviso             | 4-24  |
| 16-4  | Casale - Reggio Calabria     | 7-15  |
| 18-16 | Fiamme Oro - L'Aquila        | 21-45 |
| 12-18 | Lazio - Parma                | 0-8   |
| 6-15  | Piacenza - Rovigo            | 0-66  |
| 3-10  | Brescia - Petrarca           | 9-30  |
|       |                              |       |

|       | 7ª/20ª giornata            |       |
| ----- | -------------------------- | ----- |
| 9-10  | Torino - Rugby Roma        | 3-28  |
| 34-12 | L'Aquila - Casale          | 6-7   |
| 10-18 | Fiamme Oro - Rovigo        | 3-39  |
| 10-25 | Lazio - Treviso            | 15-36 |
| 0-10  | Piacenza - Parma           | 6-10  |
| 10-22 | Reggio Calabria - Petrarca | 0-14  |
| 18-0  | Brescia - Amatori Catania  | 14-0  |
|       |                            |       |

|       | 10ª/23ª giornata          |       |
| ----- | ------------------------- | ----- |
| 42-13 | Rugby Roma - Parma        | 16-11 |
| 10-3  | Torino - Amatori Catania  | 0-6   |
| 25-10 | L'Aquila - Lazio          | 14-37 |
| 26-3  | Casale - Piacenza         | 18-9  |
| 11-13 | Petrarca - Rovigo         | 6-12  |
| 6-10  | Reggio Calabria - Treviso | 7-52  |
| 7-6   | Brescia - Fiamme Oro      | 31-10 |
|       |                           |       |

|      | 13ª/26ª giornata             |       |
| ---- | ---------------------------- | ----- |
| 21-0 | Parma - Casale               | 3-26  |
| 9-7  | Reggio Calabria - Fiamme Oro | 0-26  |
| 12-9 | Treviso - L'Aquila           | 29-10 |
| 12-4 | Lazio - Rugby Roma           | 12-10 |
| 7-15 | Petrarca - Torino            | 9-6   |
| 4-4  | Piacenza - Brescia           | 3-25  |
| 44-4 | Rovigo - Amatori Catania     | 13-12 |

|       | 2ª/15ª giornata            |       |
| ----- | -------------------------- | ----- |
| 0-12  | Amatori Catania - Petrarca | 4-40  |
| 43-12 | L'Aquila - Parma           | 7-6   |
| 10-16 | Casale - Rugby Roma        | 11-18 |
| 9-18  | Fiamme Oro - Treviso       | 4-26  |
| 4-3   | Lazio - Piacenza           | 16-3  |
| 24-12 | Rovigo - Reggio Calabria   | 9-0   |
| 22-9  | Brescia - Torino           | 9-10  |
|       |                            |       |

|       | 5ª/18ª giornata              |       |
| ----- | ---------------------------- | ----- |
| 13-10 | Parma - Reggio Calabria      | 10-24 |
| 56-10 | Rugby Roma - Piacenza        | 45-3  |
| 12-10 | Torino - Casale              | 12-19 |
| 17-12 | L'Aquila - Brescia           | 7-23  |
| 7-9   | Fiamme Oro - Amatori Catania | 6-16  |
| 14-13 | Treviso - Petrarca           | 13-6  |
| 13-13 | Rovigo - Lazio               | 13-12 |
|       |                              |       |

|       | 8ª/21ª giornata            |       |
| ----- | -------------------------- | ----- |
| 19-0  | Brescia - Reggio Calabria  | 0-4   |
| 39-3  | Rugby Roma - Fiamme Oro    | 18-0  |
| 18-4  | Amatori Catania - L'Aquila | 10-18 |
| 3-0   | Casale - Lazio             | 0-30  |
| 17-3  | Parma - Torino             | 0-28  |
| 48-9  | Petrarca - Piacenza        | 12-0  |
| 22-12 | Rovigo - Treviso           | 16-29 |
|       |                            |       |

|       | 11ª/24ª giornata             |       |
| ----- | ---------------------------- | ----- |
| 9-9   | Fiamme Oro - Casale          | 9-23  |
| 6-10  | Lazio - Torino               | 12-22 |
| 11-11 | Treviso - Brescia            | 10-6  |
| 7-25  | Parma - Petrarca             | 10-14 |
| 13-10 | Piacenza - Amatori Catania   | 3-26  |
| 0-9   | Reggio Calabria - Rugby Roma | 0-34  |
| 15-9  | Rovigo - L'Aquila            | 29-12 |

|       | 3ª/16ª giornata         |      |
| ----- | ----------------------- | ---- |
| 38-10 | L'Aquila - Piacenza     | 3-6  |
| 6-6   | Rugby Roma - Brescia    | 6-22 |
| 44-6  | Petrarca - Fiamme Oro   | 24-4 |
| 24-0  | Treviso - Casale        | 45-0 |
| 9-4   | Parma - Amatori Catania | 0-19 |
| 12-3  | Reggio Calabria - Lazio | 6-10 |
| 32-7  | Rovigo - Torino         | 11-6 |
|       |                         |      |

|       | 6ª/19ª giornata          |       |
| ----- | ------------------------ | ----- |
| 32-13 | Casale - Brescia         | 9-16  |
| 38-13 | Rugby Roma - Rovigo      | 14-28 |
| 0-9   | Amatori Catania - Lazio  | 3-4   |
| 63-12 | Treviso - Piacenza       | 8-3   |
| 9-12  | Parma - Fiamme Oro       | 6-29  |
| 22-7  | Petrarca - L'Aquila      | 8-6   |
| 33-3  | Reggio Calabria - Torino | 6-15  |
|       |                          |       |

|       | 9ª/22ª giornata            |       |
| ----- | -------------------------- | ----- |
| 4-6   | Amatori Catania - Casale   | 7-28  |
| 9-23  | L'Aquila - Rugby Roma      | 21-42 |
| 19-23 | Fiamme Oro - Torino        | 3-6   |
| 15-13 | Lazio - Petrarca           | 10-30 |
| 57-6  | Treviso - Parma            | 32-8  |
| 18-4  | Piacenza - Reggio Calabria | 3-14  |
| 35-15 | Rovigo - Brescia           | 9-15  |
|       |                            |       |

|       | 12ª/25ª giornata           |       |
| ----- | -------------------------- | ----- |
| 26-19 | Rugby Roma - Petrarca      | 31-13 |
| 18-20 | Amatori Catania - Treviso  | 6-56  |
| 15-3  | Torino - Piacenza          | 19-9  |
| 36-9  | L'Aquila - Reggio Calabria | 0-21  |
| 4-13  | Casale - Rovigo            | 15-45 |
| 19-13 | Fiamme Oro - Lazio         | 17-18 |
| 37-6  | Brescia - Parma            | 15-4  |

## Classifica
|               |     | Squadra         | G  | V  | N | P  | PF  | PS  | Pt |
| ------------- | --- | --------------- | -- | -- | - | -- | --- | --- | -- |
|               | 1.  | Treviso         | 26 | 23 | 1 | 2  | 684 | 244 | 47 |
|               | 2.  | Rovigo          | 26 | 22 | 1 | 3  | 605 | 277 | 45 |
|               | 3.  | Rugby Roma      | 26 | 20 | 1 | 5  | 618 | 262 | 41 |
|               | 4.  | Petrarca        | 26 | 18 | 0 | 8  | 490 | 245 | 36 |
|               | 5.  | Brescia         | 26 | 14 | 3 | 9  | 381 | 250 | 30 |
|               | 6.  | S.S. Lazio      | 26 | 12 | 1 | 13 | 295 | 334 | 25 |
|               | 7.  | Torino          | 26 | 12 | 0 | 14 | 265 | 347 | 24 |
|               | 8.  | L’Aquila        | 26 | 11 | 0 | 15 | 418 | 418 | 22 |
|               | 9.  | Casale          | 26 | 11 | 1 | 14 | 305 | 407 | 22 |
|               | 10. | Reggio Calabria | 26 | 8  | 0 | 18 | 218 | 366 | 16 |
|               | 11. | Amatori Catania | 26 | 8  | 0 | 18 | 208 | 402 | 16 |
|               | 12. | Parma           | 26 | 8  | 0 | 18 | 229 | 519 | 16 |
| Retrocessione | 13. | Fiamme Oro      | 26 | 7  | 1 | 18 | 278 | 473 | 15 |
| Retrocessione | 14. | Piacenza        | 26 | 3  | 1 | 22 | 146 | 580 | 7  |

## Verdetti
- Treviso: campione d'Italia
- Fiamme Oro, Piacenza: retrocesse in serie B